# پیدایش ناسیونالیسم ایرانی
پیدایش ناسیونالیسم ایرانی: نژاد و سیاست بی‌جاسازی (به انگلیسی: The Emergence of Iranian Nationalism: Race and the Politics of Dislocation) کتابی از رضا ضیاء ابراهیمی، دانشیار تاریخ کینگز کالج لندن، دربارهٔ منشأ ناسیونالیسم در ایران است که در سال ۲۰۱۶ توسط انتشارات دانشگاه کلمبیا منتشر شد.
کتاب به معرفی مفهوم «ناسیونالیسم بی‌جاساز» می‌پردازد اما کلمهٔ بی‌جاساز برخلاف آنچه در مطالعهٔ جوامع دیاسپورا و مهاجران به کار می‌رود واقعیت فیزیکی ندارد بلکه در مخیله و ذهن می‌گذرد. ضیاءابراهیمی در این کتاب سه ادعای کلی دارد: الف) ناسیونالیسم بی‌جاساز مفهومی مدرن مربوط به حداکثر ۱۵۰ سال گذشته است و ریشه در ااعماق تاریخ ایران ندارد؛ ب) ریشه‌های ناسیونالیسم بی‌جاساز به مطالعات شرق‌شناسی اروپاییان بازمی‌گردد ولی خود ایرانیان نیز کاملاً منفعل نبوده و از طریق انتخاب و بومی‌سازی و ترکیب‌سازی در این زمینه نقش ایفا کرده‌اند؛ ج) ناسیونالیسم بی‌جاساز شکل غالب ناسیونالیسم در ایران است (در مقایسه با ناسیونالیسم مشروطه‌خواه، ناسیونالیسم مصدق، و ناسیونالیسم اسلامی) که از طریق رسانه‌های جمعی و آموزش و تبلیغات در زمان پهلوی ریشه دوانده است.

## پیش‌زمینه و انتشار

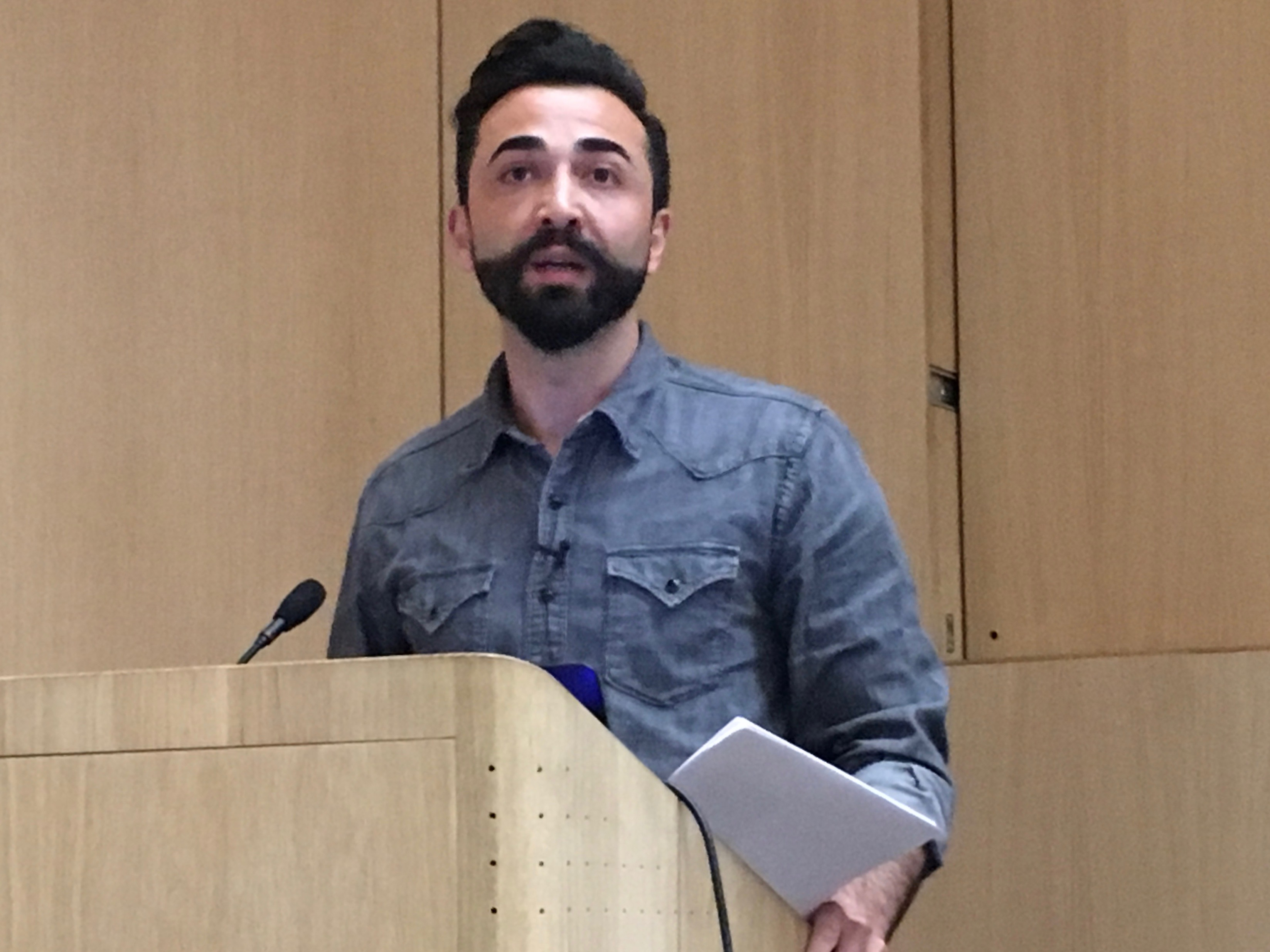
ضیاء ابراهیمی در ۲۰۱۷

رضا ضیاء ابراهیمی، نویسندهٔ کتاب، در ایران متولد شد و تحصیلات مقدماتی‌اش را در سوئیس گذراند و هم‌اکنون ساکن بریتانیاست و در کینگز کالج لندن به پژوهش در زمینهٔ تاریخ ناسیونالیسم و نژاد می‌پردازد. فراز و نشیب‌های زندگی شخصی‌اش به عنوان یک مهاجر چندزبانه و چندفرهنگی از جمله مشاهدهٔ علاقهٔ ایرانیان به نمادهای مربوط به ایران باستان مثلاً فروهر الهام‌بخش او در نوشتن کتاب بوده است. گفتگویش با فرد هالیدی در اکتبر ۲۰۰۶ او را در نوشتن کتاب مصمم کرد. از زمستان ۲۰۰۸ تا تابستان ۲۰۱۱ مقطع دکترا را در دانشگاه آکسفورد زیر نظر محمدعلی همایون کاتوزیان گذراند و این کتاب برآمده از رساله دکترای اوست. کتاب با پشتیبانی مالی بنیاد ملی علوم سوئیس تهیه و در مارس ۲۰۱۶ به صورت کاغذی و الکترونیکی توسط انتشارات دانشگاه کلمبیا منتشر شد. ترجمهٔ فارسی آن به قلم حسن افشار توسط نشر مرکز در اسفند ۱۳۹۶ منتشر شد.

## استقبال
کتاب در سه دانشگاه استنفورد، پرینستون، و فردوسی موضوع بحث و نقد بوده است.